# Vyacheslav Sukristov
Vyacheslav Vasiylevich Sukristov - em russo, Вячеслав Васильевич Сукристов - ou apenas Viačeslavas Sukristovas (Vilnius, 1 de janeiro de 1961) é um ex-futebolista lituano de origem russa.

## Carreira
Zagueiro, começou em 1984 no Žalgiris Vilnius e ficaria na equipe até 1990. A boa campanha do clube no campeonato soviético de 1987, quando chegou a surpreendente terceiro lugar, rendeu a Sukristovas um lugar na Seleção Soviética que disputou a Eurocopa do ano seguinte. 
Jogou suas quatro partidas pela URSS em 1988, embora não tenha chegado a entrar nos jogos da Euro. Ainda assim, tornaria-se o único lituano a disputar uma competição principal da FIFA pela União Soviética - e, até hoje, o único em seu país.
Em 1990, a Lituânia declarou independência, e mesmo ocorreu com sua Federação da Futebol. Enquanto esta ainda não era integrada à UEFA, os jogadores de clubes do país não podiam transferir-se para outros clubes europeus. Assim, ele e seus colegas de Žalgiris e Seleção Soviética Arminas Narbekovas, Valdas Ivanauskas e Arvydas Janonis passaram breve período no Lokomotiv Moscou. Ainda em 1990, Sukristovas transferiu-se para o futebol israelense, onde ficaria até 1997. 
Voltou ao Žalgiris em 1997 para jogar sua temporada de despedida. Pela Seleção Lituana, jogou 26 partidas, marcando duas vezes.